# Вільям Бьюелл Річардс
Вільям Бьюелл Річардс (англ. William Buell Richards; нар. 2 травня 1815, Броквілл, Верхня Канада — 26 січня 1889, Оттава) — канадський юрист і політик. Генеральний прокурор провінції Канада (1851—1853), перший головний суддя Верховного суду Канади (з 1875 по 1879). Королівський адвокат з 1850 року, лицар-бакалавр (1877).

## Життєпис
Народився в 1815 році в Броквіллі, старший із трьох синів у родині Стівена Річардса та Фібі Бьюелл. Закінчив початкову школу округу Джонстон у Броквіллі та Академію Сент-Лоренс у Потсдамі (Нью-Йорк). Проходив юридичну практику в конторах дядька з боку матері Ендрю Нортона Бьюелла та Джорджа Маллоха. В 1837 році отримав адвокатську ліцензію і продовжив роботу спочатку у фірмі Маллоха, а після 1842 року — в конторі Бьюелла. З 1849 року — член Юридичного товариства Верхньої Канади, з 1850 року — королівський адвокат. У 1846 році одружився з Деборі Кетрін М'юргед; у цьому шлюбі народилися троє синів та дві доньки .
З молодих років брав участь у діяльності різних громадських організацій. Як й інші члени сімейств і Ричардсів, і Бьюеллів, був прихильником Реформістського руху, сприяв його посиленню в 1840-ті роки в Лідсі, зокрема в колах іммігрантів-католиків з Ірландії. Започаткував зв'язки в керівництві руху, у тому числі з його лідером Робертом Болдвіном, який став хрещеним батьком одного з дітей Річардса. У 1844 році кандидатуру Вільяма Річардса висунули на виборах до Законодавчих зборів провінції Канада від Лідса, але він зняв її на користь ще одного свого дядька Вільяма Бьюелла. Знову було його кандидатуру висунуто 1848 року. Він переміг під час виборів принципового противника реформістів у регіоні Огля Роберта Говена. Після обрання активно займався розподілом державних посад і замовлень серед соратників щодо руху у східній частині Верхньої Канади, вважаючи таку форму патронажу не лише законною, а й необхідною.
В 1851 році знову переміг Говена на виборах до Законодавчих зборів і був включений до складу кабінету Гінкса та Морена на посаді генерального прокурора. На цій посаді ініціював судові реформи, що включали реорганізацію положень статутного права та посилення вимог щодо отримання адвокатських ліцензій . В 1853 році призначений молодшим суддею суду з цивільних справ Західної Канади. Це призначення викликало критику, пов'язану з тим, що адвокатську кар'єру Річардса вважали надто короткою та незначною для посади судді. Однак Річардс зумів довести, що, незважаючи на політичний характер призначення, має необхідну для судді кваліфікацію і через десять років став головним суддею цієї інстанції, а в 1868 році — головним суддею суду королівської лави Онтаріо (вже в складі домініону Канади).
Як суддя Річардс зарекомендував себе не стільки як блискучий юрист, скільки як людина, що мала життєво здоровий глузд, чий підхід до справ відрізнявся докладністю, а рішення рідко ставали предметом апеляцій. Він головував на кількох знакових процесах. Серед них був судовий розгляд щодо законності «подвійного перетасовування» кабінету Джона Мак-Дональда та Жоржа-Етьєна Картьє в 1858 році; суд над убивцею Томаса Д'арсі Макгі П. Дж. Віланом у 1868 році; і процес у справі про надання хабарів у ході передвиборної кампанії Джона А. Макдональда в 1874 році .
Річардс був одним з активних прихильників заснування Верховного суду Канади і вже 1871 року відвідав США, щоб скласти особисте враження про ефективність роботи аналогічної американської судової інстанції . Коли Верховний суд Канади був створений рішенням уряду Александра Маккензі в 1875 році, Річардс був обраний його головним суддею. Його кандидатуру підтримали як ліберали, що знаходилися при владі, так і чимало консерваторів . Необхідність самої цієї інстанції, однак, спочатку залишалася предметом суперечок у Канаді, і в роки перебування на посаді голови Верховного суду значна частина часу Річардса йшла на спроби зміцнити його репутацію і, зокрема, забезпечити його незалежність від інших гілок влади. Під керівництвом Річардса відбувалося також формування сфери основних тем, якими займався Верховний суд; завдяки йому основною сферою роботи Верховного суду став розбір диспутів між федеральною та провінційною владою, і сам Річардс проводив багато часу за вивченням аналогічних процесів у Європі та США .
У 1874—1876 роках, одночасно з роботою у Верховному суді, Річардс був членом арбітражної комісії з врегулювання кордону між провінціями Онтаріо і Манітоба . За відсутності генерал-губернатора лорда Фредеріка Гамільтон-Темпель-Блеквуда Річардс виконував його обов'язки і в 1877 році був удостоєний звання лицара-бакалавра . У 1879 році він пішов у відставку з посади судді Верховного суду в зв'язку зі станом здоров'ям, що погіршувалося. Помер від астми в 1889 році .